# Tag der Taufe der Rus

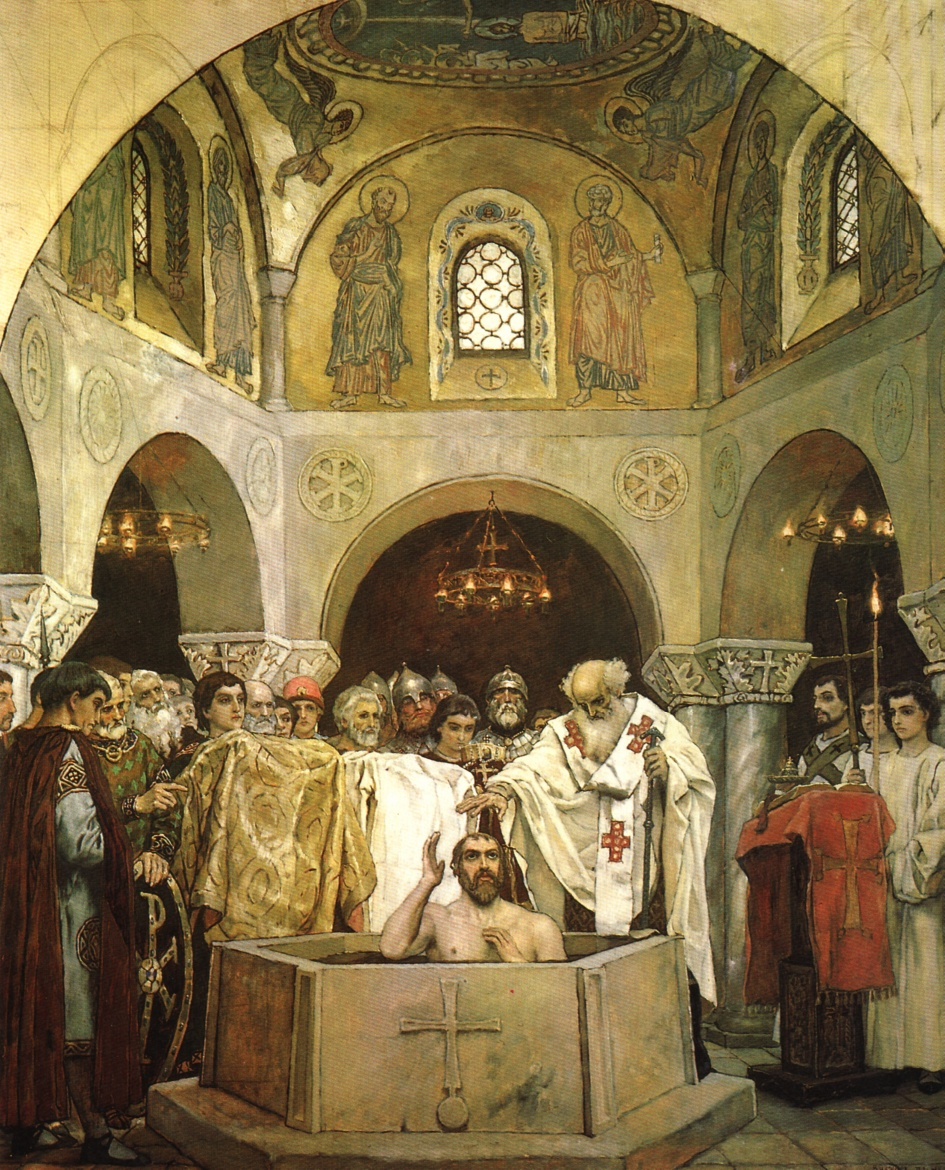
Wiktor Wasnezow: Die Taufe Wladimirs (1890)

Der Tag der Taufe der Rus (ukrainisch День хрещення Русі, wissenschaftliche Transliteration Den' chreščennja Rusi; russisch День крещения Руси; wissenschaftliche Transliteration Den' kreščenija Rusi), 28. Juli, ist ein nationaler Feiertag in der Ukraine und ein Gedenktag in Russland. Der Feiertag wurde 2008 in der Ukraine und 2010 in Russland eingeführt, um an den Kiewer Großfürsten Wladimir zu erinnern, der sich am 28. Juli 988 nach byzantinischem Ritus hatte taufen lassen und das Christentum zur Staatsreligion erklärte. Die Kiewer Rus ist das Vorläuferreich Russlands, der Ukraine und Weißrusslands.

## Geschichte
Wladimir der Heilige war 980 bis 1015 Fürst von Kiew. Das wichtigste Ereignis seiner Regierungszeit war die Christianisierung der Kiewer Rus im Jahre 988 anlässlich seiner Vermählung mit Prinzessin Anna von Byzanz, Tochter des byzantinischen Kaisers Romanos II. Dafür erhielt er den Beinamen „der Heilige“ und wurde nach seinem Tod in den Stand eines Heiligen der orthodoxen Kirche erhoben.
Vor seiner eigenen Taufe im Jahre 987 beschreibt ihn die Heiligenlegende als Wüstling mit sieben Hauptfrauen und 800 Mätressen. Er ließ überall Götzenbilder aufstellen und war ein eifriger Anhänger des Heidentums. Zum christlichen Glauben brachte ihn der Überlieferung zufolge die Vernunft. Angeblich ließ er sich von allen Religionen Gelehrte schicken, und er wählte die beste aus.
Tatsächlich war Wladimirs Taufe aber ein diplomatischer Schachzug: Ziel war die Verbindung mit dem byzantinischen Kaiserhaus.
Die Taufe des Fürsten wurde in Kiew als großer Akt zelebriert: Nach dem Niederreißen der heidnischen Götterbilder fand eine Massentaufe im Dnepr statt. Die Kirche begann danach schnell mit dem Aufbau eines Netzes von Kirchen und Klöstern, das erheblich zur Festigung des Kiewer Reiches beitrug. Darüber hinaus entwickelte sich die Region durch den neuen Glauben auch kulturell weiter. Die Orthodoxie hatte damit endgültig eine dominante Stellung in der Rus erreicht. Zugleich war Wladimir durch die Annahme des Christentums und die Eheverbindung mit dem byzantinischen Kaiserhaus zu einer Figur von diplomatischer Bedeutung geworden.

## Ukraine
Die Bestimmung des 28. Juli als Tag der Taufe der Rus respektive Tag der Taufe der Kiewer Rus (Ukraine) geht auf eine Initiative der russisch-orthodoxen Kirche aus dem Jahre 2008 zurück.
Schon am 25. Juli 2008 bestimmte der damalige Präsident der Ukraine, Wiktor Juschtschenko, mit dem Ukas № 668/2008 den 28. Juli zum Tag der Taufe der Kiewer Rus (ukrainisch День хрещення Київської Русі; wissenschaftliche Transliteration Den' chreščennja Kyjivs'koji Rusi).
2021, am Jahrestag der ukrainischen Unabhängigkeitserklärung von 1991, wertete Präsident Wolodymyr Selenskyj den 28. Juli von einem Gedenktag zu einem nationalen Feiertag auf. Das Land solle am 28. Juli den wahren „Tag des Erblühens unserer Staatlichkeit feiern: den Tag der Taufe der Kiewer Rus“.

## Russische Föderation
Der russische Präsident Dmitri Medwedew und Ministerpräsident Wladimir Putin unterstützten diese Initiative ebenfalls und beauftragten das Kulturministerium im August 2009 mit der Erarbeitung einer entsprechenden Gesetzesvorlage.
Das russische Parlament bestimmte den Jahrestag der Christianisierung des Landes am 21. Mai 2010 zum nationalen Gedenktag. 422 von 450 Abgeordneten stimmten dafür, dass der Staat künftig den 28. Juli als Tag der Taufe der Rus feiert. Der neue Gedenktag erhält damit neben den acht schon früher festgelegten Gedenktagen (u. a. Verfassungstag und Tag der Oktoberrevolution) einen offiziellen Status, ist jedoch kein arbeitsfreier Feiertag. Trotzdem finanziert der Staat die Feierlichkeiten am Tag der Taufe der Rus.

## Geschichtsstreit zwischen der Ukraine und der Russischen Föderation
Im Kontext des russischen Überfalls auf die Ukraine ab Februar 2022 sprachen Vertreter Russlands der Ukraine mehrfach das Recht auf Unabhängigkeit und Staatlichkeit ab. Schon vor Kriegsbeginn behauptete der russische Präsident Wladimir Putin in einem geschichtsphilosophischen Traktat, die Ukraine sei erst von Russland geschaffen worden. Bei seinem Besuch in Ägypten äußerte sich der russische Außenminister Sergei Lawrow im Juli 2022 ähnlich und führte aus: „Wir helfen dem ukrainischen Volk auf jeden Fall, sich von dem absolut volks- und geschichtsfeindlichen Regime zu befreien.“ Das russische und das ukrainische Volk würden künftig „zusammenleben“.
Diese Äußerungen wies der ukrainische Präsident Selenskyj zurück. Den Angriff auf sein Land könne nur jemand befehlen, der die wahre Geschichte der Ukrainer nicht kenne. Im selben Statement verwies Selenski auf den „Tag der ukrainischen Staatlichkeit“, der am 28. Juli begangen wird. Er sei ein Beleg dafür, dass Kultur, Identität und ukrainischer Charakter mehr als tausend Jahre alt seien.